# Spectrum
Spectrum е единадесетият студиен албум на ирландската група „Уестлайф“, издаден през ноември 2019. Албумът достига номер 1 както във Великобритания така и в Ирландия. Продаден е в общо 100 хиляди копия и получава златна сертификация. Издадени са общо 4 сингъла: Hello My Love, Better Man, Dynamite и My Blood.

## Списък с песните

### Оригинален траклист
1. Hello My Love – 3:36
2. Better Man – 3:17
3. My Blood – 3:18
4. Dynamite – 3:32
5. Dance – 2:45
6. One Last Time – 2:55
7. Take Me There – 3:25
8. Repair – 3:07
9. Without You – 3:39
10. L.O.V.E. – 2:53
11. Another Life – 3:49

### Японско издание
1. Dynamite (Midnight Mix) – 4:49
2. Hello My Love (John Gibbons Remix) – 3:30

### Делукс издание (DVD)
1. Hello My Love (видеоклип) – 3:45
2. Better Man (видеоклип) – 3:18
3. Dynamite (видеоклип) – 3:38